# 魏文瑞
魏文瑞（16世紀—1562年），字麟卿，廣西桂林府臨桂縣人，明朝政治人物。

## 生平
魏文瑞是嘉靖三十一年（1552年）的舉人，授定州學正，陞漷縣知縣，催科不擾民，聽訟大公無私，作新文教讓士子感恩，因母親逝世回鄉，服闋後在嘉靖四十一年（1562年）補任漳平知縣，愛民如子，在旱災祈禱下雨憂形於色，又給粥賑災救活不少人命，適逢蘇阿普、楊一聚眾五六千人作亂，永安、大田、連城、清流的流寇同時響應，南贛巡撫陸穩下令他合三縣兵馬剿滅，在除夕統兵出行，元旦後三天被賊人埋伏遇害，士民為他痛哭，朝廷得知後下詔追贈光祿寺少卿，立勸忠祠及賜春秋二祭，恩蔭一子入國子監，臨桂人亦為他豎碑憑弔其忠憤。

## 引用
1. 1 2  光緒《臨桂縣志·卷二十八·人物一》：魏文瑞，《粵西文載》（云）文瑞字麟卿，中嘉靖壬子鄉試，授定州學正，升漷縣知縣，丁母憂補漳平，會龍嵓賊蘇阿普、漳平賊楊一聚黨五六千，永安、大田、連城、清流諸寇騷然響應，贛撫檄文瑞合三縣兵剿之，即以除夕統兵行，元旦次曹寨，白龍嵓曹姓者賊謀主也，陰以報賊，賊預伏員當以待，越三日至，員當伏者四起，文瑞遇害，事聞贈光祿少卿，廕一子。
2. ↑  乾隆《直隸通州志·卷六·官師志》：魏文瑞，廣西人，嘉靖三十八年由舉人知漷縣，催科不擾，聽訟無私，作新文教，多士德之，謂其能以精明英朗之才，行忠厚渾樸之政，以憂去，後補廣東某邑令，禦倭寇陣亡，遠近惋悼，祀名宦。
3. ↑  道光《漳平縣志·卷八·人物志》：魏文瑞，廣西桂林人，嘉靖四十一年由舉人任，居官愛民，歲旱禱雨憂形於色，給粥賑饑全活甚眾，時值流寇頻攻縣城卒賴保障，後奉檄會剿賊首楊一、蘇阿普等，以援兵不至遇害，訃聞士民為之痛泣，詔贈光祿寺少卿，立勸忠祠，賜春秋二祭，蔭一子入監，邑人亦為豎碑，以弔其忠憤。